# Ace Frehley
Paul Daniel Frehley (The Bronx (New York), 27 april 1951), beter bekend onder de naam Ace Frehley, was de sologitarist van de rockband KISS.
Ace Frehley werd na een auditie voor Paul Stanley, Gene Simmons en Peter Criss begin '73 de sologitarist van de rockformatie KISS. Ook al was KISS zeer populair, in 1978 namen de vier leden elk afzonderlijk een soloalbum op die gelijk tijdig op de markt verschenen onder de bandnaam KISS. Met het nummer "New York Groove" (origineel van glamrockband Hello) van zijn soloalbum bereikte Ace Frehley de 13 plaats op de 'charts' in de Verenigde Staten.
Als gevolg van overmatig drank- en drugsgebruik, werd Frehley in 1982 door Stanley & Co uit de formatie KISS gezet. In 1987 bracht Ace een nieuwe plaat uit, getiteld Frehley's Comet. Dit was tevens de naam die hij de band gaf. Na 3 albums viel Frehley's Comet uit elkaar en gaat hij onder zijn eigen artiestennaam "Ace Frehley" verder.
In 1995 trad KISS unplugged op bij MTV en Ace Frehley deed mee als "special guest". Dit resulteerde in de terugkeer van Ace Frehley bij KISS, waarna een aantal reünie tournees volgden. Toen Paul Stanley en Gene Simmons na de "Farewell Tour" van 2000 besloten om toch door te gaan met toeren, verliet Frehley wederom de band mede door de biografie die werd uitgegeven door Gene Simmons waarin Ace wordt bestempeld als naziliefhebber.
Frehley acteerde in de in 2005 verschenen film Remedy.
Op 31 maart 2006 was Ace te zien in het tv-programma "Rock Honours" op VH-1. Samen met Rob Zombie, Tommy Lee, Scott Ian en Slash speelde hij God Of Thunder van KISS.
In 2008 toerde Ace weer sinds jaren door Europa. In Nederland gaf hij op 12 juni een concert in concertzaal 013, Tilburg. Oorspronkelijk zou het concert op 11 juni plaatsvinden, maar omdat er op dezelfde dag een KISS-concert in Oberhausen (Duitsland) zou zijn werd het concert van Ace een dag verplaatst. Als voorprogramma stond de Nederlandse band Southern Werewolf Farm op het podium. De begeleidingsband van Frehley bestond toen uit Derrek Hawkins (begeleidend gitaar), Anthony Esposito (basgitaar) en Scot Coogan (drums).
Op 15 september 2009 kwam zijn vierde studioalbum Anomaly uit, ruim 20 jaar na voorganger Trouble Walkin'.
In november 2011 bracht hij een autobiografie uit met als titel No Regrets - A Rock 'N' Roll Memoir. Frehley kreeg bij het schrijven hulp van Joe Layden en John Ostrosky.

## Discografie

### Albums
| Album met eventuele hitnotering(en) in de Nederlandse Album Top 100 | Datum van verschijnen | Datum van binnenkomst | Hoogste positie | Aantal weken | Opmerkingen                   |
| ------------------------------------------------------------------- | --------------------- | --------------------- | --------------- | ------------ | ----------------------------- |
| Ace Frehley                                                         | 18-08-1978            | -                     |                 |              |                               |
| Frehley's Comet                                                     | 27-04-1987            | -                     |                 |              |                               |
| Live + 1                                                            | 02-02-1988            | -                     |                 |              | ep                            |
| Second Sighting                                                     | 24-03-1988            | -                     |                 |              | Met zijn band Frehley's Comet |
| Trouble Walkin'                                                     | 13-10-1989            | -                     |                 |              |                               |
| 12 Picks                                                            | 08-04-1997            | -                     |                 |              | Compilatiealbum               |
| Loaded Deck                                                         | 20-01-1998            | -                     |                 |              |                               |
| Greatest Hits Live                                                  | 24-01-2006            | -                     |                 |              | LiveCompilatiealbum           |
| Anomaly                                                             | 18-09-2009            | 26-09-2009            | 99              | 1            |                               |
| Space Invader                                                       | 19-08-2014            | -                     | 66              |              |                               |
| Origins, Vol. 1                                                     | 13-04-2016            | -                     | 66              |              |                               |

## Make-up

De Spaceman of Space Ace'make up van Ace Frehley en Tommy Thayer.

- Biblioteca Nacional de España: XX1406098
- Bibliothèque nationale de France: cb14039745d (data)
- Gemeinsame Normdatei: 134590368
- International Standard Name Identifier: 0000 0000 7825 6277
- Library of Congress Control Number: n87148806
- MusicBrainz: 33d700ce-064f-44f6-ab9e-60f9eed0fca1
- Nationale Bibliotheek van Tsjechië: ola2002151565
- Nederlandse Thesaurus van Auteursnamen: 097738077
- Système universitaire de documentation: 172324777
- Virtual International Authority File: 95124859
- WorldCat: E39PBJwhCQRPyCrHQDBjdrp3wC